# Margaret Kelly
Margaret Kelly (n. 22 septembrie 1956, Liverpool, Anglia, Regatul Unit) este o înotătoare britanică, medaliată olimpică. A participat la 3 ediții ale Jocurilor Olimpice (1976, 1980, 1988) în care a câștigat două medalii de argint.